# Under the Volcano (film)
Under the Volcano is een Amerikaans-Mexicaanse dramafilm uit 1984 onder regie van John Huston. Het scenario is gebaseerd op de gelijknamige roman uit 1947 van de Britse auteur Malcolm Lowry.

## Verhaal
De Britse ex-consul Geoffrey Firmin is verlaten door zijn vrouw Yvonne. Hij gaat in de Mexicaanse stad Cuernavaca ten onder aan zijn drankprobleem. Op de dag van de doden keert Yvonne terug om hun huwelijk te redden, maar daar lijkt het te laat voor.

## Rolverdeling
| Acteur                    | Personage                    |
| ------------------------- | ---------------------------- |
| Albert Finney             | Geoffrey Firmin              |
| Jacqueline Bisset         | Yvonne Firmin                |
| Anthony Andrews           | Hugh Firmin                  |
| Ignacio López Tarso       | Dr. Vigil                    |
| Katy Jurado               | Mevrouw Gregoria             |
| James Villiers            | Brit                         |
| Dawson Bray               | Quincey                      |
| Carlos Riquelme           | Bustamante                   |
| Jim McCarthy              | Gringo                       |
| José René Ruiz            | Dwerg                        |
| Eleazar Garcia jr.        | Hoofd van de tuinen          |
| Salvador Sánchez          | Hoofd van de opslagterreinen |
| Sergio Calderón           | Hoofd van de gemeente        |
| Araceli Ladewuen Castelun | Maria                        |
| Emilio Fernández          | Diosdado                     |